# Ексхибиционизъм
Ексхибиционизмът (на латински: exhibeo – показване, излагане) е психологична нужда от показване на голи части от тялото (които по принцип са покрити с дрехи) пред други хора. Такива части са най-вече женските гърди, гениталиите и задните части и на двата пола. Обикновено ексхибиционистите са мъже, които издебват минаващи жени или момичета. Действието е едно – показват члена си (обикновено в ерекция) и след това бягат от мястото. В друг случай мастурбират пред „жертвата“ си. Този вид сексуалност спада към различните видове отклонения в сексуалността, към което спадат педофилията, геронтофилията, зоофилията и други.